# Николо-Галейская церковь
Нико́ло-Гале́йская це́рковь, (или храм Свято́го Никола́я Чудотво́рца, что в Гале́е, или церковь Нико́лы Мо́крого) — приходской православный храм в южной части города Владимира, за чертой валов, окружающих город. Относится к Владимирской епархии Русской православной церкви.
Главный престол храма освящён во имя святого Николая Чудотворца.
Здание храма является памятником архитектуры и взято на государственную охрану.
Храм дал название улице, на которой находится, — Николо-Галейская.

## История

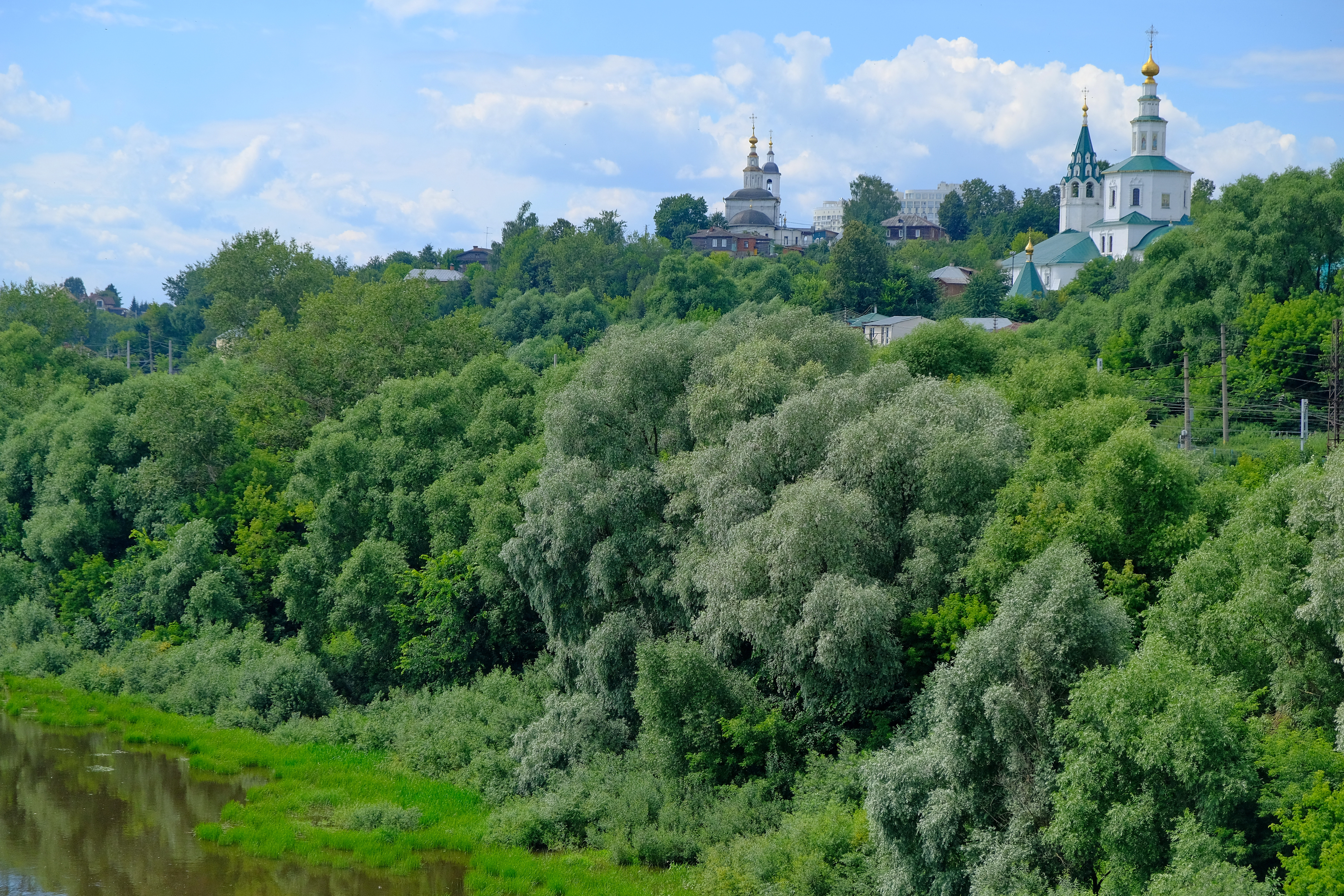
Расположение над Клязьмой (на дальнем плане — храм Вознесения Христова)

Время основания церкви вблизи древней речной пристани на берегу Клязьмы неизвестно, но в Патриарших данных книгах 1628 года видно, что уже в начале XVII столетия она существовала: «церковь великаго чюдотворца Николы за осыпью в Галее … дани 14 алтын 4 деньги, наместничьих и заезда гривна». По писцовым книгам 1653—1654 годов при церкви Николая Чудотворца священником был Иван Иванов, в приходе было 66 дворов. Она же упоминается в писцовых книгах 1656 года.
В конце XVII века здесь была выстроена тёплая церковь, а в 1697 году она была освящена во имя Трёх Святителей: Василия Великого, Григория Богослова и Иоанна Златоустого. По переписным данным 1703 года при Никольской церкви значились два священника Димитрий и Иоанн, приходских дворов было 44; в 1710 году при церкви был священник Иван Дмитриев, а в 1715 году — Иван и Яков Дмитриевы.
27 апреля 1732 года «г. Владимира посадский человек Иван Григорьевич Павлыгин подал прошение в Владимирское духовное правление, в коем просил разрешить ему вместо обветшавших деревянных церквей во имя Николая чудотворца и при ней теплой во имя трех святителей Василия Великого, Григория Богослова и Иоанна Златоустого построить от своего иждивения настоящую каменную церковь во имя того же св. Николая и при ней по правую сторону теплую церковь во имя оных же трех святителей каменную». 22 мая разрешение было дано. Из надписи, сохранившейся на наружной стене церкви у западной двери, видно, что церковь начата постройкою 22 июля 1732 года, а окончена 28 сентября 1735-го. Тёплый придел был окончен постройкой несколько позднее, потому что только в 1738 году «церкви Николая чудотворца, что в Галее, поп Феодор Иванов с причетниками просил Владимирское духовное правление об освящении теплой каменной церкви во имя трех святителей положением имевшегося в теплой деревянной во имя тех же святителей церкви прежнего освященного антиминса». На это прошение из Синодального казённого приказа был дан ответ: «дать о посвящении указ и освященный новый антиминс». Эта каменная церковь с каменной же колокольней существует в своём первоначальном виде и до настоящего времени.

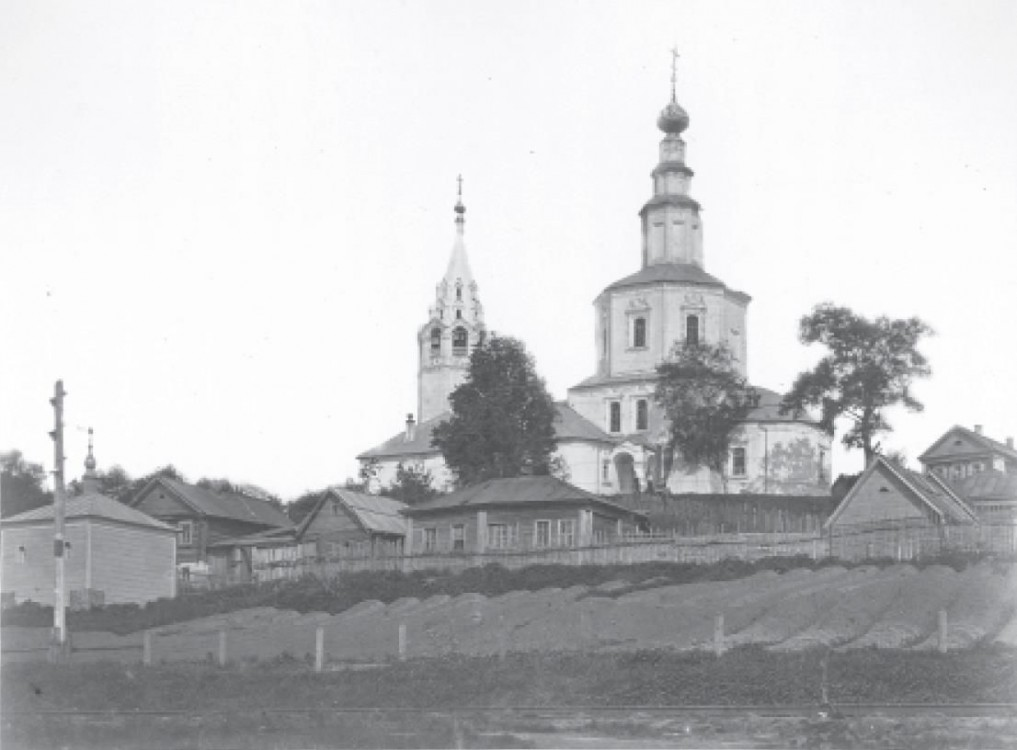
Храм в 1876 году

На конец XIX века причта по штату было положено священник и псаломщик, содержание причта составляло: доходы от служб и треб, арендная плата за принадлежащую причту пожню и проценты с капитала 5660 рублей — всего около 900 рублей в год; земли при церкви усадебной значилось по генеральному плану 1568 квадратных саженей, часть этой земли под церковью и под кладбищем, другая часть под постройками псаломщика и жены бывшего диакона, эта земля признана церковною постановлением Московской судебной палаты 1887 года; кроме усадебной земли, церкви принадлежала сенокосная пожня (1 десятина 1746 квадратных саженей); причт помещался в церковном доме, приобретённом в 1889 году на церковные средства.
В приходе Николо-Галейской церкви по клировым ведомостям в конце XIX века числились 152 души мужского пола и 167 женского; все прихожане жили во Владимире. При церкви действовала церковно-приходская школа, открытая в 1884 году, с октября 1887 года она помещалась в доме, особо устроенном на частные пожертвования.

### При советской власти
В 1930 году малый президиум исполнительного комитета Ивановской Промышленной области, к которой в то время был причислен Владимир, на основании ходатайства ряда общественных организаций о закрытии церкви Николы Мокрого с целью использования её здания под культурные и производственные нужды кооперативно-промысловой артели «Птицепродукт» постановил передать её Владимирскому горсовету и изъять у церковной общины. Вероятно, поздне́е постановление о закрытии было отменено, поскольку в 1930-х годах храм продолжал действовать.
26 апреля 1936 года вместе с архиепископом Владимирским Сергием (Гришиным) НКВД были арестованы 18 человек, в том числе настоятель Николо-Галейской церкви протоиерей Левицкий. Как утверждало следствие, «приехавшими из Украины в г. Владимир митрополитом Машковским, архиепископом Гришиным, архимандритом Оболенским, протоиереем Брайловским, отбывающим ссылку в г. Владимире архиепископом Гумилевским и нелегалом епископом Афанасием Сахаровым в г. Владимире был создан контрреволюционный центр по руководству нелегальной антисоветской деятельностью церковников Ивановской, Московской областей, Украины. Кроме того, к деятельности центра были привлечены: протоиерей Левицкий, протодиакон Маркевич, Сабуров Б., Сабуров В., Пазухин, Соллертовская, Фомина, Смирнов, Розанов, Потапов. … В основу нелегальной деятельности центра была положена антисоветская платформа церковников-нелегалов под названием „платформа ссыльного епископата“, два экземпляра которой изъяты у обвиняемых: Розанова Н. М. и Гришина. Часть руководства состава центра в прошлом имели тесную связь по антисоветской деятельности на Украине с белоэмигрантским митрополитом Антонием Храповицким. … Центр организации в г. Владимире развернул активную деятельность по насаждению нелегальных групп „Истинно-православной церкви“, вокруг которых объединялись реакционные церковники и проводилась антисоветская агитация. … В целях создания антисоветских кадров Машковский, Гришин, Оболенский и другие обвиняемые в г. Владимире организовали нелегальную, т. н. духовную академию, с регулярными занятиями, её посещали Гришин, Оболенский, Брайловский, Маркевич, Ильин и ряд других лиц. В лекциях значительное место отводилось католицизму, условиям жизни духовенства за границей и церковно-богословским вопросам. При этом последние разбирались подчеркнуто с мистической точки зрения. На указанных занятиях велась антисоветская агитация и распространялись различные провокационные слухи. В интересах контрреволюционной пропаганды на занятиях зачитывались письма, получаемые Гришиным, Оболенским и Брайловским, в которых сообщались клеветнические сведения о имевшихся якобы гонениях на духовенство и верующих, о закрытии церквей против желания общин и т. д.» Протоиерей И. П. Левицкий приговорён к трём годам лишения свободы.
4 сентября 1937 года был арестован священник Николо-Галейской церкви Н. И. Крылов. Последний во время допросов говорил: «В беседах со мной Яковцевский [архиепископ Владимирский Феодор] ставил вопрос о необходимости объединения церковных сил для сохранения действующих церквей. … В январе месяце 1937 г., когда я с женой репрессированного священника Браиловского был у Яковцевского в день религиозного праздника, то он говорил, что духовенство в СССР терпит гонения и лишения за веру православную. В тот же раз он дал предложение об организации сборов в церквах г. Владимира для оказания материальной помощи осужденному и высланному за контрреволюционную деятельность духовенству. … В начале января 1937 г., когда я был у Владычина, то он мне говорил о преследовании религии советской властью и в качестве примера указывал на то, что в Калининской области за записи о крещении детей, якобы арестовали священника. Слободской же приблизительно в июле 1937 г. приходил ко мне на квартиру. В беседе … он высказывал, что Конституция написана для обмана, хотя в ней и говорится, что духовенству даны права, но на самом деле не дадут выбирать духовенство в Советы. … За последний год было окрещено около 50-60 чел. Случаи крещения без ведома отца были и со стороны арестованного священника Tpoицкого и со стороны меня». Обвинительное заключение гласило: «Обвиняемые Слободский и Владычин в контрреволюционных разговорах с попом Крыловым говорили о угнетении Советской властью религии, преследованиях на духовенство и в антисоветском духе критиковали конституцию». В том же 1937 году священник Н. И. Крылов был приговорён к расстрелу.
В начале 1938 года был арестован приходской священник, община распалась, налоги и сборы за 1938 год не были уплачены. В итоге храм был закрыт. Приход церкви Николы в Галеях был закрыт в конце 30-х годов XX века. С этого момента в здании располагались склады, база «Текстильторга», какое-то время реставрационные мастерские.
Согласно сведениям, предоставленным в 1962 году Владимирским облисполкомом в Совет по делам Русской православной церкви при Совете министров СССР, на 1 января 1961 года церковь использовалась под базу Текстильторга.
Церковная жизнь и богослужения возобновились в 1996 году. Многие прихожане участвовали в восстановлении храма, который достался общине в плачевном состоянии. Здание уцелело полностью.

## Архитектура

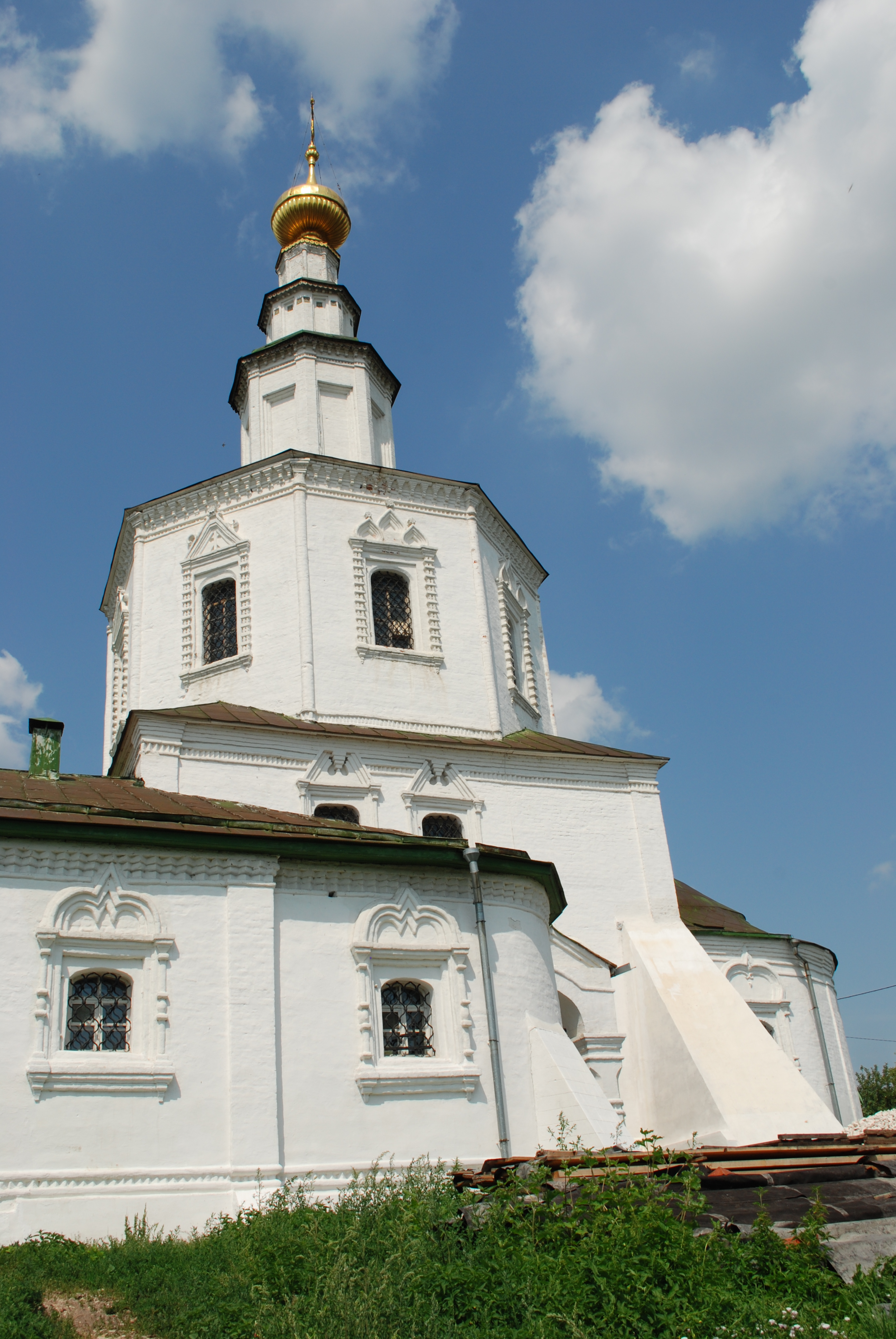
Храм расположен на обрывистом берегу Клязьмы, поэтому стены со стороны реки усилены контрфорсами

Здание принадлежит к типу так называемых «трапезных» церквей: к высокому четверику храма с запада примыкает низкая «трапезная» часть с колокольней. Основной храм — убывающие по размерам восьмерики на четверике. Восьмерик раскрепован тонкими полуколонками на углах и наличниками окон. Шатровая колокольня установлена на квадратных опорных столбах. Вход оформлен в виде перспективного портала с геометрической орнаментальной росписью в зелёных тонах. Исследователи предполагают, что архитектором был мастер из Суздаля.
На наружной стороне церковных стен сохранились по местам узорчатые изразцы-кафли с зелёной поливой («муравлёные») с изображением трав, зверей и двуглавых орлов. Такого же рода кафли вделаны и на колокольне выше окон, в которых размещены колокола.
Крест на церковной главе прорезной, равноконечный; наверху его корона, а внизу полумесяц.
На колокольне находился небольшой старинный колокол с голландскою надписью: «в году Господнем в 1644 вылил меня Яков Нотеман». Колокол не сохранился.
При церкви, внизу холма, на котором она стоит, устроена с давних лет деревянная часовня с колодцем. В эту часовню весной и летом стекались богомольцы на поклонение Николаю Чудотворцу в надежде получить исцеление от болезней.

## Внутреннее убранство, святыни
Престолов в церкви два: в холодной церкви — во имя святителя Николая Мирликийского, а в тёплой — во имя Трёх святителей Василия Великого, Григория Богослова и Иоанна Златоустого. Над престолом в холодной церкви устроена сень деревянная, опирающаяся на четыре позолоченных столба; верх сени с четырьмя дугами, опирающимися на столбы; в середине соединения дуг утверждён херувим с крестом.
Стены храма внутри расписаны в 1810 году неизвестным, но весьма искусным живописцем по заказу юрьевского купца Петра Шевелкина. Манера письма академическая. Среди изображений интерес представляют «Преображение Господне» на западной стене и «Чудесный лов рыбы на море Тивериадском», расположенный чуть правее; в 1880 году роспись была не совсем удачно реставрирована. В сводах храма для резонанса сделаны голосники, углубления которых оригинально соединяются с отверстиями труб ангельских.
Из святых икон особенно почитался в приходе местный образ Святого Николая Чудотворца древнего письма с надписью «1642 г. … а изограф Кирилл Иванов да сын Тимофей из Москвы».